# 梅萨洛查
梅萨洛查，是西班牙阿拉贡自治区萨拉戈萨省的一个市镇。 总面积61平方公里，总人口283人（2001年），人口密度5人/平方公里。